# Gołąbek torfowcolubny
Gołąbek torfowcolubny (Russula sphagnophila Kauffman) – gatunek grzybów należący do rodziny gołąbkowatych (Russulaceae).

## Systematyka i nazewnictwo
Pozycja w klasyfikacji według Index Fungorum: Russula, Russulaceae, Russulales, Incertae sedis, Agaricomycetes, Agaricomycotina, Basidiomycota, Fungi.
Po raz pierwszy opisał go w 1909 r. Calvin Henry Kauffman i nadana przez niego nazwa jest aktualna. Ma 6 synonimów. Są nimi wszystkie odmiany oraz Russula subintegra (Singer) Joachim 1939.
Polską nazwę zaproponował Władysław Wojewoda w 2003 r.

## Morfologia
Kapelusz
Średnica 3–5 cm, bardzo delikatny, półkulisty do wypukłego, czasami nieco garbkowaty w środku, następnie rozszerzający się, na koniec szeroko i nisko wklęsły, z prostym brzegiem i wyraźnie, promieniście bruzdowany. Powierzchnia na środku zielonkawa, oliwkowobrązowa lub jasno oliwkowoszara, na brzegu fioletowawa i blado winna. Często jest silnie wyblakły, nawet u młodych okazów. Skórka daje się odedrzeć z wyjątkiem środka, jest nieco lepka, gładka i błyszcząca.
Trzon
Wysokość 4–5 cm, grubość 0,8–1,5 cm, beczkowaty, maczugowato pogrubiony u podstawy, ale nierówny ku górze, bardzo kruchy, bardzo miękki, całkowicie pusty. Powierzchnia drobno chropowata, czysto biała, później w stanie wilgotnym lekko rdzawożółta, ale poza tym niewiele się zmienia.
Blaszki
Dość cienkie, prawie wszystkie równe, z tyłu wolne, z przodu zaokrąglone, rozwarte, szerokości 3–5 mm, białe, potem kremowe, słabo rozwidlone.
Miąższ
Bardzo delikatny i wręcz miękki, biały, z tendencją do żółknięcia. Zapach owocowy, smak łagodny.
Wysyp zarodników
Ciemnokremowe.
Cechy mikroskopowe
Podstawki 34–40 × 10,5–11 µm. Bazydiospory 8,5–10,2 × 6,5–7,5 µm, odwrotnie jajowate, lekko eliptyczne, kolczaste, prawie siateczkowate, połączone licznymi łącznikami, z dość licznymi, słabo stożkowatymi lub półkulistymi brodawkami o długości do 0,75 µm, niecałkowicie amyloidalnymi, z łącznikami tworzącymi kilka pełnych oczek. Wyrostek wnęki 1,5–1,75 × 1,12–1,5 µm, Łysinka często wydłużona, prostokątna, 2,75 × 2,37 µm.. Cystydy wrzecionowate, 55–100 × 8–10 µm, ostrołukowe lub zwężone w mniej lub bardziej wyraźną szyjkę. Skórka z wąsko maczugowatymi dermatocystydami, o szerokości 4–8 µm.

## Występowanie i siedlisko
Występuje w Ameryce Północnej, Europie i Azji. W Polsce W. Wojewoda w 2003 r. przytoczył 2 stanowiska z uwagą, że jego rozprzestrzenienie i stopień zagrożenia nie są znane.
Naziemny grzyb mykoryzowy. Występuje pod różnymi drzewami liściastymi, dębami, brzozami, na podmokłych terenach